# Acer ginnala
Acer ginnala é uma espécie de árvore do gênero Acer, pertencente à família Aceraceae.